# Adam Szaleniec
Adam Szaleniec – zaginiona powieść Zygmunta Krasińskiego z 1831.
Pracę nad powieścią, rozpoczętą w marcu 1831, Krasiński ukończył 27 lipca. Utwór nie zachował się. Znany jest tylko ze streszczeń i fragmentów w języku francuskim, przesyłanych w listach do Henryka Reeve'a.
Bohaterem utworu jest lord Gram, Anglik podróżujący do Genewy, miasta, w którym spędził lata młodości. Podczas przeprawy przez Leman dowiaduje się od kapitana statku o chorobie swego przyjaciela Adama. Wkrótce potem lordowi udaje się uratować człowieka płynącego żaglówką, w którym rozpoznaje swego obłąkanego przyjaciela. Adam Szaleniec wyrzuca lordowi, że uratował mu życie i zwierza się ze swych cierpień i szaleństwa wynikłego z utraty honoru. Gram zostawia swego przyjaciela w klasztorze, gdzie zostaje on wyświęcony na księdza. Następnego dnia po rozstaniu się z lordem Adam, złożony ciężką chorobą, umiera. Jeszcze na statku Gram otrzymał od Adama rękopis, prawdopodobnie wspomnienia obłąkanego. Krasiński tak go charakteryzuje: Manuskrypt. W nim wspomnienia Henrietty?; wściekłość, furia, wstyd, ojczyzna, różne stanowiska, stany duszy zmieniające się często.
W bohaterach powieści łatwo można rozpoznać genewskich przyjaciół: Krasińskiego i Reeve'a. postaci obydwu bohaterów wyposażył autor w rzeczywiste rysy, ale też dał upust fantazji. Swego przyjaciela uczynił lordem zgodnie ze swymi upodobaniami i modą literacką. Wprowadził też motyw zerwania przyjaźni w związku ze zhańbieniem się Adama, który nie podjął walki o wolność ojczyzny. W opowieści o Adamie Szaleńcu podjął Krasiński pierwszą próbę zobiektywizowania swojego konfliktu związanego z wybuchem powstania listopadowego.
W charakterach głównych bohaterów można odnaleźć rysy rozproszone w korespondencji z Henrykiem Reeve'm, a zapowiadające ulubioną postać literacką Krasińskiego. Są to początki postaci hrabiego Henryka z Nie-boskiej komedii. Adam Szaleniec jest pierwszym literackim autoportretem Krasińskiego. Charakteryzuje go przede wszystkim bezgraniczna nienawiść do wroga, uwidaczniająca się w powieści w rozważaniach historiozoficznych nad upadkiem cesarstwa rzymskiego. Łączenie losów Polski z losami cesarstwa rzymskiego zdaje się zapowiadać przyszłego Irydiona. Adam Szaleniec nienawidzący tyranów i marzący o walce o wolność jest pełen sprzeczności, które prowadzą go do hańby i klęski życiowej. Motywowi hańby został nawet poddany konflikt miłosny. Kochanka gardzi zhańbionym Adamem. Powieść ma wydźwięk głęboko pesymistyczny. Dla bohatera mającego tak wysokie pojęcie o honorze, jedynym wyjściem pozostaje obłęd. Występujące w powieści elementy mistyczne o konieczności ofiary jako warunku odkupienia i zmartwychwstania są bardzo jeszcze niewyraźne.
Powieść nie przedstawia większej wartości literackiej, jest natomiast ciekawym podsumowaniem doświadczeń poety w okresie genewskim. Krasiński znakomicie wykorzystał w niej korespondencję z Reeve'm. Natomiast konflikt pomiędzy bezwzględną koniecznością działania, a niemożliwością podjęcia go, prowadzi już do przyszłych dzieł dramatycznych.